# Lijst van beschermd erfgoed in Brunehaut
Onderstaande tabel geeft een overzicht van de beschermde erfgoederen in de gemeente Brunehaut. Het beschermd erfgoed maakt deel uit van het cultureel erfgoed in België.
| Object | Bouwjaar/architect | Deelgemeente    | Adres                | Coördinaten                   | Nummer?                | Afbeelding |
| --- | ------------------ | --------------- | -------------------- | ----------------------------- | ---------------------- | --- |
| Kasteel van de graven de Lannoy of kasteel van Bruyelle (monument) |                    | Hollain         |                      | 50° 33' 6" NB, 3° 25' 21" OL  | 57093-CLT-0001-01 Info | |
| Menhir Brunhildesteen (monument) |                    | Hollain         |                      | 50° 31' 34" NB, 3° 24' 57" OL | 57093-CLT-0002-01 Info | Menhir Brunhildesteen (monument) |
| Transept parochiekerk in Jollain-Merlin (monument) |                    | Jollain-Merlain | Rue de la Chapelle   | 50° 32' 21" NB, 3° 24' 15" OL | 57093-CLT-0003-01 Info | |
| 15e-eeuws koor van de kerk Sainte-Marie-Madeleine te Howardries (monument) |                    | Howardries      | Place de Howardries  | 50° 30' 21" NB, 3° 21' 23" OL | 57093-CLT-0004-01 Info | 15e-eeuws koor van de kerk Sainte-Marie-Madeleine te Howardries (monument) |
| Koor van de Kerk van Rongy, het hoogaltaar en retabel, de twee zijaltaren en het altaar, de communiebank, de preekstoel, lambrisering, en biechtstoelen in het transept, en koorbanken geplaatst aan beide zijden van het koor (monument) |                    | Rongy           | Rue de l'Église      | 50° 30' 25" NB, 3° 23' 10" OL | 57093-CLT-0006-01 Info | Koor van de Kerk van Rongy, het hoogaltaar en retabel, de twee zijaltaren en het altaar, de communiebank, de preekstoel, lambrisering, en biechtstoelen in het transept, en koorbanken geplaatst aan beide zijden van het koor (monument) |
| Kerk ('Saint-Aybert') te Bléharies (monument) |                    | Bléharies       | Rue Wibault-Bouchard | 50° 30' 45" NB, 3° 24' 56" OL | 57093-CLT-0007-01 Info | Kerk ('Saint-Aybert') te Bléharies (monument) |